# Monclova
Monclova è un comune del Messico, situato nello stato di Coahuila, il cui capoluogo è la città omonima.

## Storia
La città di Monclova fu fondata il 25 luglio 1577. Durante il periodo coloniale e i primi anni del XIX secolo, Monclova servì come capitale della Nueva Extremadura. Rimasta capitale durante i primi anni dell'indipendenza del Messico. Con l'adozione della costituzione messicana del 1824 e la creazione dello Stato di Coahuila y Tejas, la capitale fu trasferita a Saltillo.